# My Old Flame: Marian McPartland Performs the Classic Hits of Sam Coslow
My Old Flame: Marian McPartland Performs the Classic Hits of Sam Coslow — студийный альбом британо-американской пианистки Мэриэн Макпартлэнд, выпущенный в 1968 году на лейбле Dot Records. На записи Макпартлэнд исполняет подборку мелодий, написанных композитором Сэмом Кослоу или в соавторстве с ним.

## Отзывы критиков
| Оценки критиков | Оценки критиков |
| Источник        | Оценка          |
| --------------- | --------------- |
| AllMusic        | [ 3 ]           |

В журнале Cash Box отметили плавное, лиричное и изящное исполнение Макпартлэнд.
Кен Драйден в ретроспективном обзоре для AllMusic нашёл вокальное сопровождение в альбоме раздражающим и отвлекающим внимание, в то же время, когда бэков нет, пианистка может свободно импровизировать, раскрывая малоизвестные мелодии. Он также отметил, что большинству поклонников джаза бэк-вокал в стиле easy listening не придётся по душе, и, скорее всего, понравится только коллекционерам записей Макпартлэнд.

## Список композиций
1. «My Old Flame» — 3:40
2. «The Day You Came Along» — 2:50
3. «Just One More Chance» — 3:10
4. «In the Middle of a Kiss» — 1:59
5. «Je vous adore (I Adore You)» — 3:05
6. «Thanks» — 3:19
7. «Sing You Sinners» — 2:30
8. «Beware My Heart» — 3:28
9. «I’m in Love with the Honorable Mr. So and So» — 3:11
10. «A Little White Gardenia» — 2:14
11. «Moon Song» — 2:57
12. «Cocktails for Two» — 3:30